# 堀切功章
堀切 功章（ほりきり のりあき、1951年9月2日 - ）は、日本の実業家。キッコーマン株式会社代表取締役社長。

## 経歴
千葉県流山市出身。慶應義塾幼稚舎、慶應義塾普通部、慶應義塾高等学校を卒業後、慶應義塾大学経済学部経済学科に進学。1974年に卒業後、キッコーマン醤油（現キッコーマン）入社。2002年に関東支社長に就任し、2003年には執行役員に就任。2006年に常務執行役員経営企画室長に就任し、2008年に取締役常務執行役員を経て、2011年に代表取締役専務執行役員兼キッコーマン食品代表取締役社長に就任。2013年にキッコーマン株式会社代表取締役社長に就任。
公益社団法人経済同友会幹事や日本醤油協会会長を務めている。
2022年旭日中綬章受章。

## 人物
慶應義塾高等学校時代は空手道部に所属しており、大学時代はスキー部に所属していた。趣味はゴルフ。